# Cannone da 149/35 A
A Cannone de 149/35 A egy nehéz löveg volt, amelyet az Olasz Királyság használt az első és második világháború során. Már 1900-as rendszeresítésekor kialakítása elavultnak számított. Nem rendelkezett hátrasikló rendszerrel vagy oldalirányzási mechanizmussal. Az ágyú lövés után a kerekei mögé elhelyezett rámpákra gurult vissza, majd minden egyes lövés után újra pozícióba kellett állítani. Ezen hátrányosságok ellenére nagy számban gyárthatták, mivel még 1940 júniusában 895 darab áll rendszerben az olasz hadseregnél. Az 1943-as olasz átállás után a németek valószínűleg feldarabolták vagy figyelmen kívül hagyták az ágyúkat, mivel semmilyen feljegyzés nem szól alkalmazásukról a német hadseregben.

## Történet
A 149/35 ágyúkkal kívánták leváltani a régebbi ágyúkat, amelyeket még 1882-ben rendszeresített az olasz hadsereg. Az első prototípus, amelyet az Arsenale Regio Esercito di Torino (ARET) készített, 1896-ban mutatták be a hadseregnek, 1899-ben pedig az első kísérleti tűzteszteket elvégezték. Az 1901-es jóváhagyása után az ágyú már elavultnak számított: minden lövés után a személyzetnek a 8 tonnás ágyút vissza kellett állítaniuk az eredeti lövési helyzetbe és újra meg kell ismételni az összes célzási műveletet. Ez a komoly hátrány jelentett a csatatéren mivel csökkentette a tüzelés sebességét. Ballisztikusan azonban kiváló darab volt, elsősorban a tűzerő és a pontosság szempontjából, kevésbé a távolság miatt (kevesebb mint 18 km, amikor a külföldi hasonló kaliberű társaik, szinte mindegyikük legalább 19-20 km-t lőtt).
Hamarosan az olasz katonai vezetők felismerték a fegyver gyengeségeit, így együttműködve a német Krupp céggel modernizálták a löveget. 1915 márciusában jóváhagyták a végleges terveket, de az olasz királyság háborúba lépése a központi birodalmakkal szemben az új darabokra vonatkozó rendelések visszavonását vonta maga után. Az Olasz Királyi Hadsereg így az első világháborút kevés ágyúval kezdte. 1917-ben újraindították a gyártását, ami egyszerűbb és olcsóbb volt, mivel a meglévő gyártósorok készen voltak. 1918-ban a királyi hadseregnek így 598 darabja volt bevethető. Az első világháború utáni gazdasági és társadalmi nehézségek miatt a gyártást csak 1922- ben folytatta az Arsenale Regio Esercito di Napoli (AREN). Az egyetlen jelentős változás a rugalmas ágyútalp alkalmazása volt, amelyek lehetővé tette a gépjárművel való vontatást nagyobb sebességgel.

## Fordítás
- Ez a szócikk részben vagy egészben  a   Cannone da 149/35 A című angol Wikipédia-szócikk ezen változatának fordításán alapul.  Az eredeti cikk szerkesztőit annak laptörténete sorolja fel. Ez a jelzés csupán a megfogalmazás eredetét és a szerzői jogokat jelzi, nem szolgál a cikkben szereplő információk forrásmegjelöléseként.